# إيزابيل بيتمان
إيزابيل بيتمان (بالإنجليزية: Isabel Bateman) هي ممثلة أمريكية، ولدت في 28 ديسمبر 1854 في سينسيناتي في الولايات المتحدة، وتوفيت في 17 يناير 1875.